# Stebnik (gmina)
Stebnik – dawna gmina wiejska w powiecie drohobyckim województwa lwowskiego II Rzeczypospolitej. Siedzibą gminy był Stebnik.
Gminę utworzono 1 sierpnia 1934 r. w ramach reformy na podstawie ustawy scaleniowej z dotychczasowych gmin wiejskich: Dobrohostów, Gassendorf, Kołpiec, Orów, Solec, Staniła, Stebnik i Uliczno.
Po II wojnie światowej obszar gminy znalazł się w ZSRR.